# Världsrekordutveckling utomhus i mångkamp
Nedanstående listor redogör för världsrekordutvecklingen utomhus i friidrottens mångkampgrenar. 
Listorna upptar endast rekord som godkänts av Internationella friidrottsförbundet, IAAF, om ej annat anges. Rekord som godkänts men senare strukits, till exempel för brott mot dopningsbestämmelser, ingår inte. Ej heller ingår äldre rekord i grenar där IAAF år 2011 ej längre noterar rekord.
För de grenar där poängtabellerna ändrats under årens lopp anges dels resultat enligt den poängtabell som gällde vid tiden för rekordets godkännande, dels inom parentes resultat omräknat till nu gällande tabell.

## Herrar

### Tiokamp[1]
| Resultat        | Person                | Land | Ort                      | Datum      |
| --------------- | --------------------- | ---- | ------------------------ | ---------- |
| 7485.61 (6087)  | Aleksander Klumberg   | EST  | Helsingfors, Finland     | 1922-09-17 |
| 7710.775 (6476) | Harold Osborn         | USA  | Colombes, Frankrike      | 1924-07-12 |
| 7820.93 (6460)  | Paavo Yrjölä          | FIN  | Viborg, Finland          | 1926-07-18 |
| 7995.19 (6566)  | Paavo Yrjölä          | FIN  | Helsingfors, Finland     | 1927-07-17 |
| 8053.29 (6587)  | Paavo Yrjölä          | FIN  | Amsterdam, Nederländerna | 1928-08-04 |
| 8255.475 (6865) | Akilles Järvinen      | FIN  | Viborg, Finland          | 1930-07-20 |
| 8462.235 (6736) | Jim Bausch            | USA  | Los Angeles, USA         | 1932-08-06 |
| 8790.46 (7147)  | Hans-Heinrich Sievert | GER  | Hamburg, Tyskland        | 1934-07-08 |
| 7900 (7254)     | Glenn Morris          | USA  | Berlin, Tyskland         | 1936-08-08 |
| 8042 (7287)     | Bob Mathias           | USA  | Tulare, USA              | 1950-06-30 |
| 7887 (7592)     | Bob Mathias           | USA  | Helsingfors, Finland     | 1952-07-26 |
| 7985 (7608)     | Rafer Johnson         | USA  | Kingsburg, USA           | 1955-06-11 |
| 8014 (7653)     | Vasily Kuznetsov      | URS  | Krasnodar, Sovjet        | 1958-05-18 |
| 8302 (7989)     | Rafer Johnson         | USA  | Moskva, Sovjet           | 1958-07-28 |
| 8357 (7839)     | Vasily Kuznetsov      | URS  | Moskva, Sovjet           | 1959-05-17 |
| 8683 (7981)     | Rafer Johnson         | USA  | Eugene, USA              | 1960-07-09 |
| 9121 (8010)     | Yang Chuan-Kwang      | TPE  | Walnut, USA              | 1963-04-28 |
| 8230 (8120)     | Russ Hodge            | USA  | Los Angeles, USA         | 1966-07-24 |
| 8319 (8235)     | Kurt Bendlin          | FRG  | Heidelberg, Västtyskland | 1967-05-14 |
| 8417 (8310)     | Bill Toomey           | USA  | Los Angeles, USA         | 1969-12-11 |
| 8454 (8466)     | Nikolay Avilov        | URS  | München, Västtyskland    | 1972-09-08 |
| 8524 (8420)     | Bruce Jenner          | USA  | Eugene, USA              | 1975-08-10 |
| 8538 (8454)     | Bruce Jenner          | USA  | Eugene, USA              | 1976-06-26 |
| 8618 (8634)     | Bruce Jenner          | USA  | Montréal, Kanada         | 1976-07-30 |
| 8622 (8648)     | Daley Thompson        | GBR  | Götzis, Österrike        | 1980-05-18 |
| 8649 (8667)     | Guido Kratschmer      | FRG  | Bernhausen, Västtyskland | 1980-06-15 |
| 8704 (8730)     | Daley Thompson        | GBR  | Götzis, Österrike        | 1982-05-23 |
| 8723 (8741)     | Jürgen Hingsen        | FRG  | Ulm, Västtyskland        | 1982-08-15 |
| 8743 (8774)     | Daley Thompson        | GBR  | Aten, Grekland           | 1982-09-08 |
| 8779 (8825)     | Jürgen Hingsen        | FRG  | Bernhausen, Västtyskland | 1984-06-05 |
| 8798 (8832)     | Jürgen Hingsen        | FRG  | Mannheim, Västtyskland   | 1984-06-09 |
| 8798 (8847)     | Daley Thompson        | GBR  | Los Angeles, USA         | 1984-08-09 |
| 8891 (8891)     | Dan O'Brien           | USA  | Talence, Frankrike       | 1992-09-05 |
| 8994 (8994)     | Tomáš Dvořák          | CZE  | Prag, Tjeckien           | 1999-07-04 |
| 9026 (9026)     | Roman Šebrle          | CZE  | Götzis, Österrike        | 2001-05-27 |
| 9039 (9039)     | Ashton Eaton          | USA  | Eugene, USA              | 2012-06-23 |
| 9045 (9045)     | Ashton Eaton          | USA  | Beijing, Kina            | 2015-08-29 |

## Damer

### Sjukamp[3]
| Resultat    | Person               | Land | Ort                  | Datum      |
| ----------- | -------------------- | ---- | -------------------- | ---------- |
| 6716 (6788) | Ramona Neubert       | GDR  | Kiev, Sovjet         | 1981-06-28 |
| 6773 (6845) | Ramona Neubert       | GDR  | Halle, Östtyskland   | 1982-06-20 |
| 6836 (6935) | Ramona Neubert       | GDR  | Moskva, Sovjet       | 1983-06-19 |
| 6867 (6946) | Sabine Paetz         | GDR  | Potsdam, Östtyskland | 1984-05-06 |
| 7148 (7148) | Jackie Joyner        | USA  | Moskva, Sovjet       | 1986-07-07 |
| 7158 (7158) | Jackie Joyner        | USA  | Houston, USA         | 1986-08-02 |
| 7215 (7215) | Jackie Joyner-Kersee | USA  | Indianapolis, USA    | 1988-07-16 |
| 7291 (7291) | Jackie Joyner-Kersee | USA  | Seoul, Sydkorea      | 1988-09-24 |

### Tiokamp[3]
| Resultat | Person            | Land | Ort                | Datum      |
| -------- | ----------------- | ---- | ------------------ | ---------- |
| 8150     | Marie Collonvillé | FRA  | Talence, Frankrike | 2004-09-26 |
| 8358     | Austra Skujyté    | LTU  | Columbia, USA      | 2005-04-15 |